# Campo Novo (Porto Alegre)
Campo Novo é um bairro da zona sul da cidade brasileira de Porto Alegre, capital do estado do Rio Grande do Sul. Foi criado pela Lei n.º 11.058 de 11 de março de 2011 e alterado pela Lei 12.112 de 2016.
Situa-se na zona sul de Porto Alegre, próximo do bairro Vila Nova e do Morro da Tapera.

## História
Situada na região extremo-sul da cidade, a área do Campo Novo foi uma região de produção primária; porém, nas últimas décadas, sofreu uma ocupação urbana significativa. Atualmente, já contém equipamentos públicos como posto de saúde, escola estadual e creche comunitária.
O bairro foi criado oficialmente pela Lei n.° 11.058 de 11 de março de 2011, juntamente com o bairro Chapéu do Sol. O projeto de lei foi de autoria do vereador e engenheiro Carlos Comassetto e, além de denominar novas subdivisões ao município, deu novos limites ao bairro Hípica. Quando da aprovação do projeto de lei, o vereador afirmou que esse era o primeiro passo para a "afirmação geopolítica da comunidade" e que a região dos dois novos bairros necessitava de "forte processo de regularização fundiária".
Em novembro de 2007, o Departamento Municipal de Habitação (DEMHAB) começou a entregar casas populares no Campo Novo, construídas para famílias de baixo poder aquisitivo de diferentes áreas de Porto Alegre. As residências, localizadas na Rua Cristiano Kraemer, têm um quarto, com opção para segundo dormitório.

## Características atuais
Tem 7.652 habitantes, representando 0,56% da população do município. Com área de 5,92 km², representa 1,24% da área do município, sendo sua densidade demográfica de 1.292,57 habitantes por km². A taxa de analfabetismo é de 5,2%, e o rendimento médio dos responsáveis por domicílio é de 4,7 salários mínimos.

## Pontos de Referência
- Escola estadual de ensino fundamental Paulina Moresco
- Ipanema Tênis Clube

## Limites atuais
Ponto inicial e final: encontro da Avenida Vereador Roberto Landell de Moura com a Avenida Juca Batista; desse ponto segue pela Avenida Juca Batista até a Estrada Cristiano Kraemer, por essa até a Rua Jardim das Estrelas, por essa até o seu final, ponto de coordenadas E: 281.156; N: 1.663.694; desse ponto segue a projeção do eixo dessa rua, por linha reta e imaginária, até o topo do Morro Tapera, ponto de coordenadas E: 281.556; N: 1.663.755; desse ponto segue a linha divisora de águas do Morro Tapera, por linha reta e imaginária, até a Estrada Jorge Pereira Nunes, ponto de coordenadas E: 282.012; N: 1.664.839, por essa até a Estrada Cristiano Kraemer, por essa até a Rua Rio Grande, por essa até o seu final, ponto de coordenadas E: 280.115; N: 1.665.426; desse ponto segue por uma linha reta e imaginária até o eixo do Arroio Capivara, ponto de coordenadas E: 280.109; N: 1.665.413, segue pelo eixo desse arroio até encontrar o prolongamento projetado da Rua Derocy Giacomo da Silva, ponto de coordenadas E: 279.585,45; N: 1.665.393,59; segue o eixo dessa diretriz, por linha e imaginária, passando pela projeção do eixo da Avenida Ernesto Zeuner, ponto de coordenadas E: 279.443; N: 1.665.265, e seguindo até a Diretriz Seis Mil Quinhentos e Vinte e Três (6523), projetada pelo Plano Diretor, ponto de coordenadas E: 279.473; N: 1.664.916; desse ponto segue o eixo dessa diretriz, por dois segmentos de linha reta e imaginária, até o ponto de coordenadas E: 280.026; N: 1.664.954; desse ponto segue por linha reta imaginária até o limite de propriedade do loteamento Jardim Parque Ipanema, ponto de coordenadas E: 280.042; N: 1.664.909; segue esse limite de propriedade até o eixo da Diretriz Seis Mil Quinhentos e Trinta (6530), projetada pelo Plano Diretor, ponto de coordenadas E: 280.077; N: 1.664.793; segue o eixo dessa diretriz até a Rua Décio Pelegrini, ponto de coordenadas E: 279.833; N: 1.664.081; desse ponto segue o prolongamento projetado dessa rua, por uma linha reta e imaginária, até o ponto de coordenadas E: 279.939; N: 1.664.032, no eixo da Avenida Vereador Roberto Landell de Moura, por essa até a Avenida Juca Batista, ponto inicial.

## Lei dos limites de bairros -proposta 2015-2016
No fim do ano de 2015, as propostas com as emendas foram aprovadas pela câmara de vereadores de Porto Alegre. Em relação aos limites atuais, há algumas alterações. A região entre a Estrada Jorge Pereira Nunes, Estrada das Três Meninas, Rua Granja Bela Vista e Estrada Costa Gama foi anexada ao Bairro Vila Nova. E na parte sul , uma pequena parte do Morro da Tapera próxima da Avenida Juca Batista, foi anexado ao Bairro Aberta dos Morros. Uma parte do Morro da Tapera pertence ao bairro Hípica.
. E o Morro Agudo pertence ao Bairro Vila Nova, de acordo com os limites das emendas.